# Firmin Ngrébada
Firmin Ngrébada (* 24. Mai 1968 in Bangui) ist ein parteiloser Politiker aus der Zentralafrikanischen Republik. Von Februar 2019 bis Juni 2021 amtierte er als Premierminister seines Landes.

## Karriere
Ngrébada ist ein Absolvent der Universität Bangui.
Von 2008 bis 2013 arbeitete er für die Regierung von François Bozizé. Ngrébada diente später als stellvertretender Kabinettsdirektor unter Simplice Sarandji, als Sarandji Kabinettsdirektor und Faustin-Archange Touadéra Premierminister war. Anschließend wurde er Kabinettschef der Zentralafrikanischen Republik und Stabschef des Präsidenten. Ngrébada wurde am 25. Februar 2019 zum neuen Premierminister der Zentralafrikanischen Republik ernannt. Er wurde ernannt, nachdem ein Friedensabkommen zwischen der Regierung und 14 bewaffneten Gruppen unterzeichnet worden war, welches geschlossen wurde, um die Gewalt im andauernden Bürgerkrieg zu beenden. Er leitete die Delegation der Zentralafrikanischen Republik bei den vorherigen Verhandlungen über das Friedensabkommen. Am 10. Juni 2021 kündigte Ngrébada die Auflösung der Regierung und seinen Rücktritt an. Die Gründe dafür sind nicht bekannt, sollen aber mit der Wiederwahl von Präsident Touadéra im Dezember 2020 zusammenhängen. Auf ihn folgte am 15. Juni Henri-Marie Dondra als Premierminister.